# Amdahlův zákon

Závislost zvýšení výkonu na počtu procesorů, barvy značí objem zlepšované části systému v procentech

Amdahlův zákon je pravidlo používané v informatice k vyjádření maximálního předpokládaného zlepšení systému poté, co je vylepšena pouze některá z jeho částí. Využívá se např. u víceprocesorových systémů k předpovězení teoretického maximálního zrychlení při přidávání dalších procesorů.
Zákon je pojmenován po americkém počítačovém architektovi Genu Amdahlovi. Poprvé byl představen na konferenci AFIPS Spring Joint Computer Conference v roce 1967.

## Výpočet
Velikost zlepšení můžeme označit jako zrychlení S a bude nám určovat, kolikrát je běh úlohy s vylepšením rychlejší.
{\displaystyle S={\frac {\text{výkonnost při použití zlepšení}}{\text{výkonnost bez použití zlepšení}}}={\frac {P_{\text{nový}}}{P_{\text{původní}}}}}
nebo také pomocí
{\displaystyle S={\frac {\text{doba výpočtu bez použití zlepšení}}{\text{doba výpočtu při použití zlepšení}}}={\frac {T_{\text{původní}}}{T_{\text{nový}}}}}
Pokud chceme počítat celkový zisk na vylepšení určitých částí, můžeme použít následující postup:
Nejdříve definujeme proměnné
{\displaystyle F_{E}={\frac {\text{původní doba výpočtu zlepšené části}}{\text{původní celková doba výpočtu}}}\leq 1}
{\displaystyle S_{E}={\frac {\text{původní doba výpočtu zlepšené části úlohy}}{\text{doba výpočtu zlepšené části úlohy}}}>1}
poté můžeme spočítat dobu výpočtu po zlepšení
{\displaystyle T_{\text{po zlepšení}}=T_{\text{před zlepšením}}*((1-F_{E})+{\frac {F_{E}}{S_{E}}})}
celkové zrychlení S poté můžeme počítat jako
{\displaystyle S_{\text{celkové}}={\frac {T_{\text{před zlepšením}}}{T_{\text{po zlepšení}}}}={\frac {1}{(1-F_{E})+{\frac {F_{E}}{S_{E}}}}}}.
Procentuální zlepšení získáme takto:
{\displaystyle {\text{Zlepšení}}(\%)=100\left(1-{\frac {1}{S_{\text{celkové}}}}\right)}{\displaystyle =100\left(F_{E}-{\frac {F_{E}}{S_{E}}}\right)}.

## Příklady

### Dílčí zrychlení
Předpokládejme, že výpočet trvá 30 % času, zbytek času je nevyužit či se čeká na I/O. Dále předpokládejme, že výpočet můžeme 5× zrychlit. Jaká bude celková hodnota zrychlení?
{\displaystyle F_{E}=0{,}3}
{\displaystyle S_{E}=5}
{\displaystyle S_{\text{celkové zrychlení}}={\frac {1}{(1-0{,}3)+{\frac {0{,}3}{5}}}}={\frac {1}{0{,}76}}\doteq 1{,}316}
{\displaystyle {\text{Zlepšení}}=0,3-0,06=0,24}.
Z výpočtu je vidět, že systém bude zrychlen o 24 %.

### Paralelizace části výpočtu
Pokud například při výpočtu nějakého problému lze 12 % tohoto výpočtu urychlit paralelním zapojením použitých procesorů (a zbylých 88 % se bude dále řešit sériově), je podle Amdahlova zákona maximální možné zrychlení vylepšené verze (tedy při počtu procesorů blížících se limitně nekonečnu) rovno 1/(1 − 0,12) = 1,136. Zlepšení bude (0,12 − 0).
Tedy při rozdělení sériová část – paralelní část v poměru 88:12 lze přidáváním dalších procesorů docílit zrychlení jen o oněch 12 %, neboť sériovou část nezrychlujeme a zůstane stejná.